# Абдулкерим Надир-паша
Абдул-Керим-Надир-Паша (устар. Абдул-Керим-паша тур. Abdülkerim Nadir Pasa; 1807, Чирпан, Болгария — 1883 год или февраль 1885 года, остров Родос) — турецкий военачальник, маршал (1876 год).

## Биография
Родился в городе Чирпан в Центральной Болгарии, после окончания Военной Академии в Стамбуле участвовал в войне против России (1828—1829), затем продолжил военное образование в Вене (1836—1841). Во время новой войны против России (Восточная, или Крымская война) командовал Анатолийской армией, 1 декабря 1853 года разгромлен под Башкадыкларом, был отдан под суд, но оправдан.
В 1862 году под началом Омер-паши участвовал в походе в Черногорию, в во время восстания 1867—1868 на острове Крит командовал обсервационным корпусом в Фессалии. При Мураде V в 1876 году сделан военным министром и одновременно главнокомандующим турецкой армии, затем и министром полиции, начал работу над реорганизацией армии на европейский манер, открыл несколько военно-учебных заведений, но с воцарением Абдул-Хамида II 31 августа 1876 года снят с должности военного министра. Назначен главнокомандующим армией в войне против Сербии и Черногории, разгромил сербов при Джюнисе и получил чин маршала (мушира).
В очередной войне с Россией (1877—1878) был главнокомандующим на Дунае, не сумел помешать переправе русских войск через Дунай, был вынужден отступить, 23 июля 1877 года лишён командования и сослан на остров Родос, где умер несколько лет спустя.